# Change Your Life
«Change Your Life» —en español: «Cambia tu vida»— es una canción interpretada por el grupo femenino de origen británico Little Mix, incluida en su primer álbum de estudio DNA, de 2012. Las intérpretes la compusieron con ayuda de Ash Howes, Tim Powell y Biff, mientras que estos tres últimos también la produjeron. El 13 de diciembre de 2012, Little Mix confirmó que «Change Your Life» sería el tercer sencillo de su disco y también publicaron su audio en YouTube.
4Music comentó que la balada empieza con una melodía «muy dramática, seria y preciosa». Asimismo, añadió que tiene un buen mensaje y no decepciona. Lewis Corner de Digital Spy le otorgó cuatro estrellas de cinco y alabó la forma de que Little Mix no hiciera la canción aburrida a pesar de ser una balada. Además, logró un puesto entre los cuarenta más vendidos en las listas semanales de Irlanda y el Reino Unido.

## Promoción

### Vídeo musical
El 31 de enero de 2013, el cuarteto decidió estrenar oficialmente el videoclip en el sitio YouTube. En general, es una representación de lo que la agrupación ha vivido desde el anuncio del Little Mix Tour; los preparativos y ensayos, así como su día a día juntas. Adicionalmente, hay escenas donde se les ve cantando la canción en un vestidor vacío y conviviendo con sus familiares y amigos. Finalmente, el vídeo acaba con una pequeña visión de la interpretación de «Change Your Life» en la gira y también con las chicas abrazándose por el desempeño que tuvieron allí.

### Interpretaciones en vivo
Little Mix asistió el 16 de noviembre al evento Children in Need 2012 para interpretar la canción y así ayudar a recaudar fondos para brindar apoyo a los niños marginados. El 20 de enero de 2013, la cantaron en el programa Dance in Ice. Luego, el 1 de febrero, la interpretaron nuevamente en The Graham Norton Show. De la misma manera, la canción fue incluida en los repertorios de las giras DNA Tour (2011), The Salute Tour (2014) y The Get Weird Tour (2016).

## Posicionamiento en listas

### Semanales
| Australia     | ARIA Singles Chart        | 8   |
| Irlanda       | Irish Singles Chart       | 13  |
| Escocia       | Scottish Singles Chart    | 9   |
| Francia       | French Singles Chart      | 133 |
| Nueva Zelanda | New Zealand Singles Chart | 32  |
| Reino Unido   | UK Singles Chart          | 12  |

### Certificaciones
| País          | Organismo certificador | Certificación | Ventas certificadas | Ref.   |
| ------------- | ---------------------- | ------------- | ------------------- | ------ |
| Australia     | ARIA                   | 2x Platino    | 140 000             | [ 15 ] |
| Nueva Zelanda | RIANZ                  | Oro           | 7500                | [ 16 ] |
| Reino Unido   | BPI                    | Plata         | 200 000             | [ 17 ] |
| Venezuela     | APFV                   | Oro           | 5000                | [ 18 ] |